# Палац Парламенту
Палац Парламенту — урядова будівля, розташована в столиці Румунії, Бухаресті. Палац вважається однією з найбільших у світі цивільних адміністративних будівель (Пентагон має 610000 м²), найбільшою будівлею парламенту (площею 350 000 м² і об'ємом 2550000 м³), а також найважчою адміністративною будівлею в світі.

## Назва
Спочатку палац називався Будинком Народу (Народним домом рум. Casa Poporului) або Будинком Республіки (рум. Casa Republicii), але в посткомуністичну добу було перейменовано у Палац Парламенту.

## Будівництво
Палац був побудований на пагорбі Спірій, який був для цього частково зруйновано. Будівництво почалося 25 червня 1984 за наказом Ніколає Чаушеску. Будівля спочатку призначалася як штаб-квартири основних державних інститутів. Перед початком будівництва палацу потрібно було знести близько 7 км² забудови в центрі старого міста, що відповідає 5% площі Бухаресту, а також переселити близько 40 000 осіб з району планованого будівництва. Роботи зі знесення будівель почалися в 1980 році, вони включали кілька кварталів будинків і кілька релігійних будівель. Проєкт містив зведення монументальних будівель урядового кварталу, які на додаток до палацу мали містити, зокрема, Міністерство оборони, Румунську академію наук, готель Marriott International і широкий «Бульвар перемоги соціалізму». У будівництві брало участь 700 архітекторів та 20 000 робітників та 5 000 солдатів. Під час будівництва Палац Парламенту загинуло кілька десятків людей.
На 1989 рік кошторисна вартість будівництва оцінювалася в 1,75 млрд доларів США, проте вже на 2006 вартість всіх робіт зросла до 3 млрд євро.

## Архітектура
Архітектурно палац є сумішшю стилів, найближче до еклектики. Площа земельної ділянки — 65000 м². Будівля розділена на три частини, кожна з різними характеристиками. Палац має 1100 кімнат, 440 з них є офісами, крім того, є 30 багатоцільових кімнат (найбільша має 16 м заввишки і об'єм 2200 м³, найбільша галерея має 150 м завдовжки), 4 ресторани, 3 бібліотеки, два підземні паркування, один концертний зал, 200 туалетів, 31 ліфт.
Розміри палацу становлять 270 на 240 м. Висота — 86 м. Підземна частина палацу сягає глибини 92 м. Палац має 12 надземних поверхів, вісім підземних рівнів, чотири з яких досі не здані в експлуатацію.
Будівля повністю виготовлена з румунських матеріалів. Під час будівництва було використано до одного мільйона кубічних метрів мармуру, що надходив з Рушкіци, Трансільванія, три з половиною тисячі тонн кришталю для виготовлення 480 люстри (найважча має 2,5 тонни) а також 1409 стельових світильників і дзеркал, для виробництва монументальних дверей, вікон, люстр і капітелей було використано 700 000 тонн сталі і бронзи, для покриття підлоги паркетом і настінних панелей були використані 900000 м³ деревини (ліщина, дуб, вишня, в'яз, клен). Крім того, для внутрішнього оздоблення було використано 200 000 м² килимів.

## Цікавинки
Палац має монументальний балкон, під назвою «президентський балкон», з якого Чаушеску мав виступити з промовою до присутніх на площі перед палацом. Досі, єдиною людиною, яка виступила з балкона Президента перед присутніми залишається Майкл Джексон у 1992 році що сказав відомий перл: «I love you people of Budapest!» (Sic) — Сплутавши столицю Румунії, зі столицею Угорщини, що викликало огиду і розчарування.
Після революції 1989 року, палац було завершено на 80 %. Для завершення будівництва і можливої функціональної переорієнтації було оголошено конкурс інвесторів. Одним з інвесторів був Руперт Мердок, який оголосив, що збирається в будівлі відкрити найбільше у світі казино. Після цієї заяви, було вирішено, що будівля залишиться у власності румунської держави, і буде служити румунському народу.

## Галерея

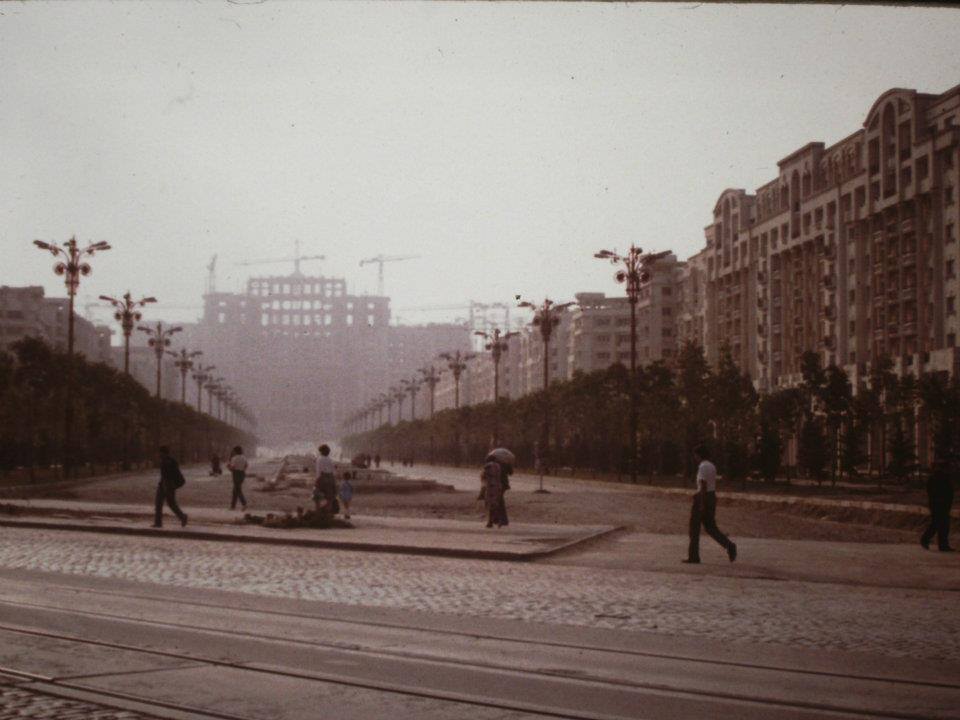
Палац Парламенту під час спорудження, 1 травня 1986